# Christine Boisson
| Christine Boisson                         | Christine Boisson                         |
| Kattints az alábbi külső linkek egyikére! | Kattints az alábbi külső linkek egyikére! |
| ----------------------------------------- | ----------------------------------------- |
| Nem található szabad kép.(?)              |                                           |
| külső link · jogvédett                    | 2007-es képe                              |

Christine Boisson (Salon-de-Provence, Bouches-du-Rhône, 1956. április 8. – 2024. október 21.) francia színésznő, fotomodell. 1974-ben az Emmanuelle film egyik mellékszerepével kezdődött, több hasonló filmszerepben jelent meg meztelenül. Az 1980-as években stílust váltott, felsőfokú előadóművészi főiskolák elvégzése után drámai színpadi és filmszerepekben aratott sikereket. 1982-ben főszerepet kapott Antonioni Egy nő azonosítása c. filmjében. 1984-ben Romy Schneider-díjat kapott. Igen sokoldalú tehetség, változatos műfajokban alakított sikeresen. Legutóbbi filmje, amit Magyarországon is bemutatottak, a Charlie kettős élete (The Truth About Charlie), Jonathan Demme rendezésében.

## Élete

### Származása, gyermekkora
Christine Boisson 1956. április 8-án született Dél-Franciaországban, Salon-de-Provence (Selon de Provença) községben. Kisgyermekkorát Marokkóban töltötte, kilencéves korában tért vissza Franciaországba.

### Meztelen pályakezdés
Az 1970-es évek elején munkát keresett és kapott egy manökenügynökségnél. Egy-két évig a divatszakmában dolgozott, közben fotomodellkedett is. 1973-ban Gérard Oury Jákob rabbi kalandjai c. filmvígjátékában kis statisztaként jelent meg. Első aprócska filmszerepét 1974-ben Michel Deville rendező Le mouton enragé c. filmjében kapta, ahol Jean-Louis Trintignant, Jean-Pierre Cassel, Romy Schneider és Jane Birkin közelében játszhatott, bár neve még a stáblistára sem került fel.
Ekkoriban ismerkedett meg Just Jaeckin fényképésszel és filmrendezővel, aki azonnal szerepet ajánlott neki a készülő Emmanuelle című erotikus játékfilmjében, amely Emmanuelle Arsan (valódi nevén Marayat Rollet-Andriane) thai-francia írónő Emmanuelle c. regénye alapján készült, az ugyancsak kezdő Sylvia Kristel holland színésznő címszereplésével. Az 1974-ben bemutatott film világsikert aratott, kultuszfilmmé vált, műfajt teremtett. A 18 éves Christine mellékszerepet játszott, Marie-Ange-ot, aki emlékezetes jelenetében a napfényes teraszon önkielégítést végez, ölében Paul Newman képével.
Szexis alakítása azonnal ismertté tette Christine-t, aki ezt követően több hasonló filmszerepet kapott. Alain Robbe-Grillet (1922–2008) író–filmrendező 1975-ös Játék a tűzzel (Le jeu avec le feu) először jelent meg a vásznon teljesen meztelenül. Ilyen szerepeiben aratott sikerei óhatatlanul beskatulyázták ebbe a szerepkörbe.
Christine Boisson „igazi” színművésszé akart válni, a szó „polgári” értelmében, de az Emmanuelle-ben játszott jelenetei – akárcsak Sylvia Kristelt –  őt is beleragasztották a „dögös csaj, jó bőr” szerepkörébe.

### A váltás
Jó néhány meztelen filmszerep után Christine jelentkezett a párizsi állami Konzervatóriumba (Conservatoire national supérieur de musique et de danse, CNSMD). Sikeres felvételi vizsga után Antoine Vitez (1930–1990) osztályának tagjaként kijárta a zene- és táncművészeti főiskolát. Szakított eddigi stílusával. Visszautasított több, neki meg nem felelő „jó bőr” filmszerepet, és keményen dolgozott azon, hogy valódi színművészi tehetségét kifejthesse.
1976-ban Christine jelentkezett a párizsi Drámai Művészetek Konzervatóriumába (Conservatoire national supérieur d’art dramatique, CNSAD). Tanára Roger Planchon (1931–2009) lett, színművész, színházigazgató, színészoktató, dramaturg, színházi és filmrendező, a korabeli francia előadó művészet egyik legnagyobb hatású személyisége. Hatására Christine a színházi munka felé fordult, ahol tökéletesíthette megszerzett tudását. 1977-ben Csehov Sirályában szerepelt. 1978–1980 között Planchon több Shakespeare-szerepet adott neki a villeurbanne-i Théâtre national populaire színházban (TNP), Lyon mellett. Játszott többek között az Antonius és Kleopátra, és a Periklész, Tűrosz fejedelme c. darabokban.
1980-ban visszatért a filmezéshez. Jacques Bral rendező Extérieur Nuit c. játékfilmjében Christine Boisson megkapta élete első nagyfilmes főszerepét, André Dussollier et Gérard Lanvin partnereiként. A szerepet (egy taxisofőrnőt) kiválóan játszotta el. De a realistán megformált karakter annyira ellentétben állt Christine korábbi filmjeiből megismert „meztelen csaj” szerepekkel, hogy a közönség és a kritika is elutasítóan fogadta. Egy időre ismét a perifériára szorult.
1982-ben Michelangelo Antonioni (1912–2007) borongós „film noir”-jában, az Egy nő azonosításában (Identificazione di una donna) ismét főszerepet játszhatott.
1984-ben Gilles Béhat rendező Christine-nek adta a kemény erőszakról szóló Barbárok utcája (Rue Barbare) c. filmjének női főszerepét, Bernard Giraudeau oldalán. A „Vörös Emma” (Emma-la-Rouge) megformálásáért Christine megkapta a Romy Schneider-díjat.
Ebben az évben újabb színpadi szerepekben is sikereket ért el. Peter Handke Franciaországban élő osztrák író „Falvakon át” c. drámai költeményét interpretálta.

### A sokoldalú színművész
Az 1980-as–90-es évek fordulójára Christine Boisson sikeresen lerázta a fiatalkori szerepei miatt rátapadt „meztelen csaj” klisét. Nagy rendezők szívesen és rendszeresen dolgoztak vele. 1987-ben Suzanne Schiffman (1929–2001) rendező főszerepet adott Christiane-nak A szerzetes és a boszorkány (Le moine et la sorcière) c. drámájában, Tchéky Karyo partnereként. 
Repertoárját 1989-ben Yves Boisset Radio Corbeau-ja, 1990-ben Claude Lelouch Il y a des jours et des lunes, és 1993-ban Élie Chouraqui A mormoták (Les marmottes) c. filmjeiben alakított szerepeivel bővítette. Fiatal, vele egykorú, egy nyelvet beszélő  rendezőkkel is dolgozott, így 1993-ban Olivier Assayas-szal (Une nouvelle vie) vagy 1999-ben Laetitia Massonnal (Love me). Közben nem hanyagolta el a színházat sem, főszerepeket játszott klasszikus darabokban, Shakespeare A makrancos hölgy-ében és Racine Andromaché-jában, és olyan modern drámákban, mint Harold Pinter Régi idők-jében, és 2001-ben a leszbikus amerikai írónő, Eve Ensler Les monologues du vagin (A vagina monológjai) c. abszurd monodrámájában is.
Az 1990-es évek elejétől Christine Boisson rendszeresen szerepelt a televízióban is. Több, mint húsz tévéfilmben és tévésorozatban működött közre, kiemelkedő alakítást mutatott be a 2007-es Riporterek (Reporters) sorozatban.
2002-ben főszerepet kapott a Charlie kettős élete (The Truth About Charlie) c. amerikai–német krimiben, amelynek rendezője és forgatókönyvírója Jonathan Demme volt. Mark Wahlberggel és Tim Robbins-szal játszott. (A filmet Magyarországon is bemutatták).
2008-ban Christine Boisson a Nizzai Nemzeti Színházban Ionesco A kopasz énekesnő (La Cantatrice chauve) c. drámájának főszerepét adta elő. 2009-ben szerepelt Maïwenn Színésznők bálja (Le Bal des actrices) c. filmjében, színészi munkáját mind a kritika, mind a közönség egyaránt elismeréssel fogadta. Ugyanezen év őszén főszerepet kapott Eric Valette rendező Ellenséges államok – Gyilkosság a legfelsőbb szinteken (Une affaire d’état) c. filmjének forgatásán, ahol ismét André Dussolier-vel játszott együtt.
Legutóbbi főszerepét Claire Doyona 2010-ben bemutatott Kataï c. rövidfilmjében játszotta. Sajtójelentések szerint 2010. október 14-én ismeretlen okból, öngyilkossági szándékkal ki akart ugrani emeleti lakásának ablakán, de jelenlévő családtagjai megakadályozták, és kórházba szállították.
2019 májusában a kulturális és művészeti élet 1400 más képviselőjével együtt Boisson is aláírta a párizsi Libération c. újságban megjelent „Nem vagyunk hülyék!” (Nous ne sommes pas dupes!) kezdetű kiáltványt, a Sárgamellényes mozgalom támogatására. A médiában így nyilatkozott: „A sárgamellényesek mi vagyunk” (Les gilets jaunes, c’est nous).

### Halála
Párizsban hunyt el 2024. október 21-én, légzési elégtelenség következtében.

## Filmjei
- 1973: Jákob rabbi kalandjai (Les aventures de Rabbi Jacob), névtelen esküvői vendég)
- 1974: Le mouton enragé; névtelen szereplő
- 1974: Emmanuelle; Marie-Ange
- 1975: Le jeu avec le feu; Christina postáskisasszony / Desdemóna
- 1975: Thomas; Sophie
- 1975: Zsarutörténet (Flic Story); Jocelyne
- 1976: Die Hinrichtung, német koop,; Christine
- 1977: Adom ou Le sang d’Abel; Káin felesége
- 1979: Une Suédoise à Paris, tévésorozat; 1.21. epizód; Christine
- 1980: Éjszaka külsőben (Extérieur, nuit); Cora
- 1981: Du blues dans la tête; Carole
- 1981: Seuls; Carole
- 1982: Egy nő azonosítása (Identificazione di una Donna); Ida
- 1982: Die Flügel der Nacht, német koop.; Rosa
- 1983: Liberté, la nuit; Gémina
- 1984: A gát (La digue); tévéfilm; Catherine
- 1984: Paris vu par… vingt ans après; Genie
- 1984: Rue barbare; a vörös Emma, „Emma-la-Rouge”
- 1986: Rue du Départ; Mimi
- 1986: A hajnal (L’aube), rend.: Jancsó Miklós; Iliana
- 1986: Átjáró élet és halál között (Le Passage); Catherine Diaz
- 1987: Le moine et la sorcière; Elda
- 1987: Jenatsch; Nina
- 1985–1987: Série noire, tévésorozat; Charlie / Claudine
- 1988: La maison de Jeanne; Jeanne
- 1989: Un amour de trop; Sandra
- 1989: Radio Corbeau (Radio Corbeau); Agnès Deluca, a France Hebdo újságírónője
- 1990: Les bottes de sept lieues, tévéfilm, (Germaine)
- 1990: Vannak napok… és vannak holdak (Il y a des jours… et des lunes); Kocsmárosné
- 1991: Caldo soffocante; Marie Christine
- 1992: Oh pardon! Tu dormais…, tévéfilm; a Lány
- 1992: Les amies de ma femme; Victoire Jollin
- 1993: Új élet (Une nouvelle vie), tévéfilm; Laurence
- 1993: Les marmottes, tévéfilm; Marie-Claire
- 1994: Dühödt szív (La rage au coeur), tévéfilm; Sonia
- 1994: Pas très catholique, tévéfilm; Florence
- 1994: Le feu follet, tévéfilm; Dorothée
- 1994: Coeur à prendre, tévéfilm; Nicole Bouquet
- 1995: Jó reggelt, búbánat! (Bonjour tristesse), tévéfilm; Anna
- 1995: La femme dangereuse, tévéfilm; Mélanie Fontana
- 1996: Egy nő a múltból (L’ex), tévéfilm; Julianne Marchal
- 1997: In fondo al cuore, tévéfilm, Giulia Mariani bírónő/államügyésznő
- 1997: Le jugement de Salomon, tévéfilm
- 1997: L’enfant des Appalaches, tévéfilm, Dr. Claire Lacoste
- 1997: L’homme idéal; Nicole
- 1997: La rumeur, tévéfilm; Claire Noblet
- 1998: Bébé volé, tévéfilm; Mathilde
- 1998: La clef des champs, tévésorozat; Colombe
- 2000: Szeress! (Love me); Igazgatónő
- 2000: Sötét ablak (En face); Clémence
- 2000: La mécanique des femmes; egy nő
- 2000: In extremis; Caroline
- 2002: Charlie kettős élete (The Truth About Charlie); Dominique parancsnok
- 2002: Jean Moulin, tévéfilm, Gilberte
- 2004: Maigret felügyelő, tévésorozat, Maigret és az árnyjáték (Maigret et l’ombre chinoise) epizód; Germaine Martin
- 2004: Procès de famille, tévéfilm; Mme Kussack
- 2004: Mon vrai père, tévéfilm; Marie
- 2004: S.O.S. 18, tévésorozat, Tête à l’envers c. epizód; Valérie Talmont
- 2005: Vénusz és Apolló (Vénus & Apollon), tévésorozat; Frédérique
- 2006: Therese nővér.com (SoeurThérèse.com), tévésorozat, De main de maître epizód; Véronique Dutilleux
- 2006: Ma culotte; Claire
- 2007: Szeretem az ellenségem (Nous nous sommes tant haïs), tévéfilm; Jeanne
- 2008: Fény az éjszakában (Une lumière dans la nuit); tévésorozat; Nadine Blin
- 2008: J’ai rêvé sous l’eau; Fabienne
- 2009: Színésznők bálja (Bal des actrices); drámatanárnő
- 2007–2009: Riporterek (Reporters), tévésorozat; Catherine Alfonsi
- 2009: Ellenséges államok – Gyilkosság a legfelsőbb szinteken (Une affaire d’état); Mado
- 2010: Kataï, rövidfilm; Kataï anyja
- 2011: Coloscopia, rövidfilm,; Denise
- 2012: Night Nurse Massacre; Christine
- 2014: Profilozók (Profilage); Catherine Clark